# Alexandra, 2. vévodkyně z Fife
Princezna Alexandra, 2. vévodkyně z Fife (17. května 1891, Richmond – 26. února 1959, Londýn), rozená lady Alexandra Duffová a po sňatku známá jako princezna Artur z Connaughtu, byla nejstarším přeživším vnoučetem krále Eduarda VII. Alexandra a její mladší sestra Maud jsou jedinými ženskými potomky britského panovníka, kterým byl oficiálně udělen jak titul princezna, tak oslovení Výsosti.

## Původ a dětství
Alexandřin otec byl Alexander Duff, 1. vévoda z Fife. Po otci zdědil titul 6. hrabě z Fife a po sňatku s princeznou Luisou, nejstarší dcerou prince Alberta Eduarda z Walesu, pozdějšího krále Eduarda VII., byl povýšen na vévodu z Fife a markýze z Macduffu. Princezna Luisa se tedy po sňatku v roce 1889 stala vévodkyní z Fife.

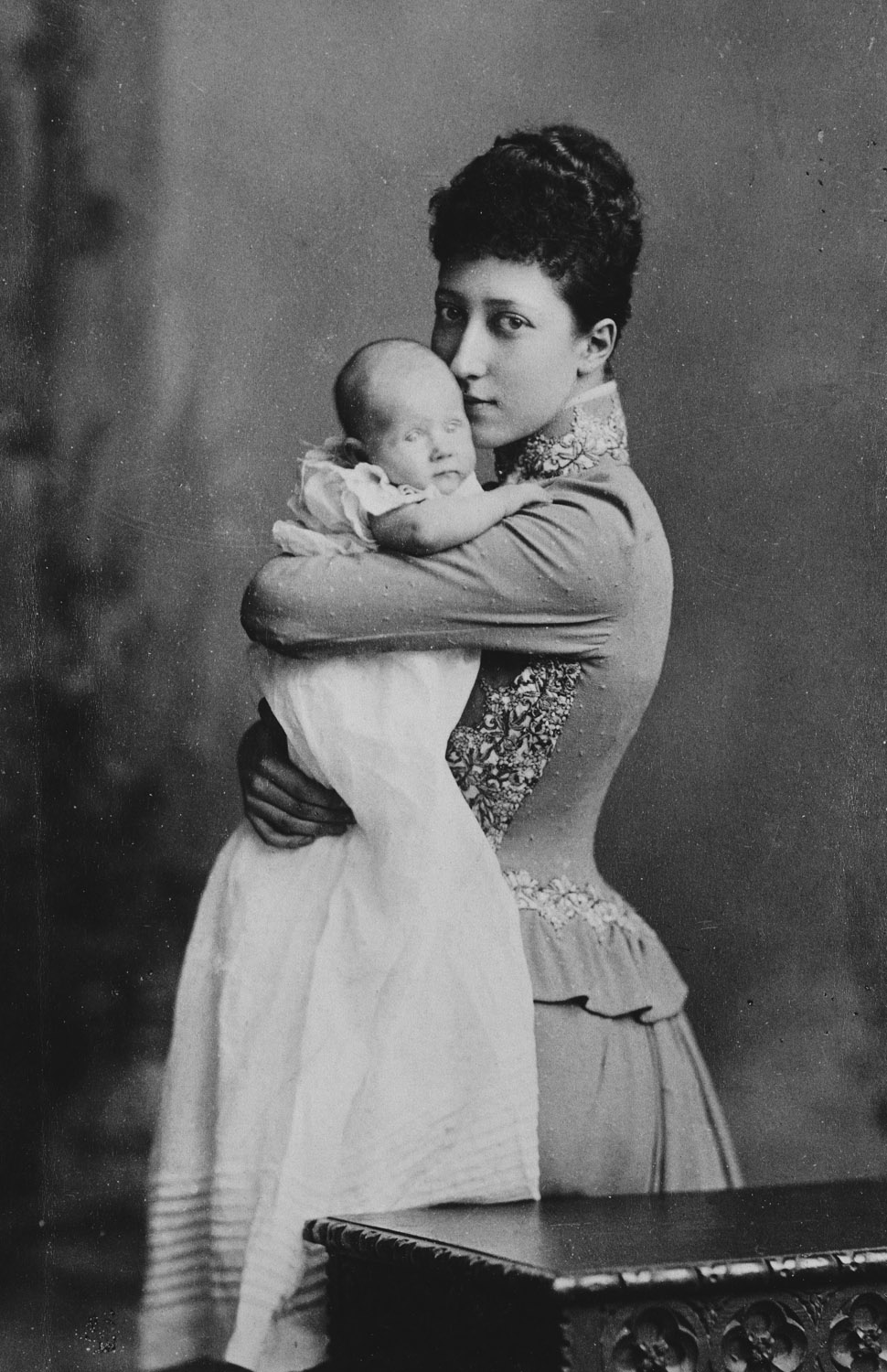
Alexandra v náručí své matky, princezny Luisy, 1891

Alexandra se narodila v East Sheen Lodge v Richmondu 17. května 1891. Kromě Alexandřiny sestry Maud, která se narodila v roce 1893, neměli rodiče žádné další děti (starší bratr Alistair se v roce 1890 narodil mrtvý) a vévodství Fife spělo k zániku, protože rodové tituly mohl zdědit pouze mužský dědic. 24. dubna 1900 udělila královna Viktorie Alexandru Duffovi druhé vévodství Fife, spolu s hrabstvím Macduff, přičemž zvláštním dodatkem stanovila, že tyto dva tituly mohou, v případě, že se nenarodí mužský dědic, zdědit její vnučky, vévodovy dcery.
Jako potomek britského panovníka v ženské linii nebyla Alexandra nositelkou titulu "princezna", ani oslovení královská Výsost. Namísto toho byla jako dcera vévody oslovována Lady Alexandra Duff. Alexandra a její sestra byly mezi britskými princeznami jedinečné v tom, že byly potomky jak krále Viléma IV. (s jeho milenkou Dorotheou Jordan), tak jeho neteře královny Viktorie, která po něm nastoupila na trůn, protože neměl manželské potomky.
Alexandra byla pokřtěna v královské kapli Svatojakubského paláce 29. června 1891 canterburským arcibiskupem Edwardem Whitem Bensonem. Jejími kmotry byli královna Viktorie a její prarodiče princ a princezna z Walesu.

## Princezna Alexandra
9. listopadu 1905 prohlásil král Eduard VII. svou nejstarší dceru Princess Royal. Dále nařídil, aby měla Alexandra a její sestra Maud právo nosit před jménem titul Výsost a princezna poté, co všichni členové britské královské rodiny obdrželi titul královská Výsost. Od té chvíle držela její Výsost princezna Alexandra svůj titul a hodnost ne od svého vévodského otce, ale podle dekretu vydaného vůlí panovníka, svého dědečka.
Kolem roku 1910 se Alexandra tajně zasnoubila s princem Kryštofem Řeckým a Dánským, synem krále Jiřího I. Řeckého. Zasnoubení bylo zrušeno, když se o něm dozvěděli jejich nesouhlasní rodiče.

## Sňatek

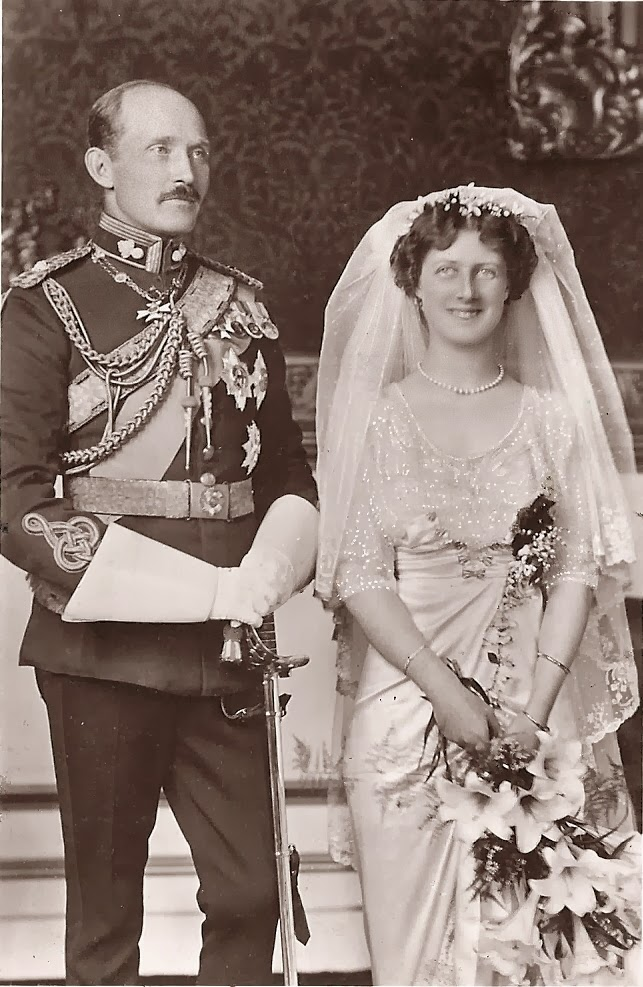
Svatební den prince Artura z Connaughtu a princezny Alexandry, vévodkyně Fife.

15. října 1913 se dvaadvacetiletá Alexandra v královské kapli londýnského St James's Palace provdala za o dvanáct let staršího matčina bratrance, prince Artura z Connaughtu, vnuka královny Viktorie.
Nevěstinými pomocnicemi byly:
- její mladší sestra Maud
- mladší sestřenice Marie, dcera krále Jiřího V.
- Marie a Helena z Tecku, dcery prince Adolfa, vévody z Tecku (bratra královny Marie
- May Abel Smith, dcera prince Alexandra z Tecku (bratra královny Marie) a Alice z Albany (vnučky královny Viktorie)

Princ Artur byl jediným synem vévody z Connaughtu a Strathearnu, třetího syna královny Viktorie; Artur byl tak synovcem Alexandřina dědečka a bratrancem její matky.
Po svatbě obdržela Alexandra titul Její královská Výsost princezna Artur z Connaughtu, podle tradice, že manželka sdílí titul a oslovení svého manžela.
Se svým manželem Alexandra také vykonávala královské závazky ve jménu svého strýce Jiřího V. a později svého bratrance Jiřího VI. V letech 1937 až 1944 také sloužila jako státní poradce.

## Ošetřovatelská dráha

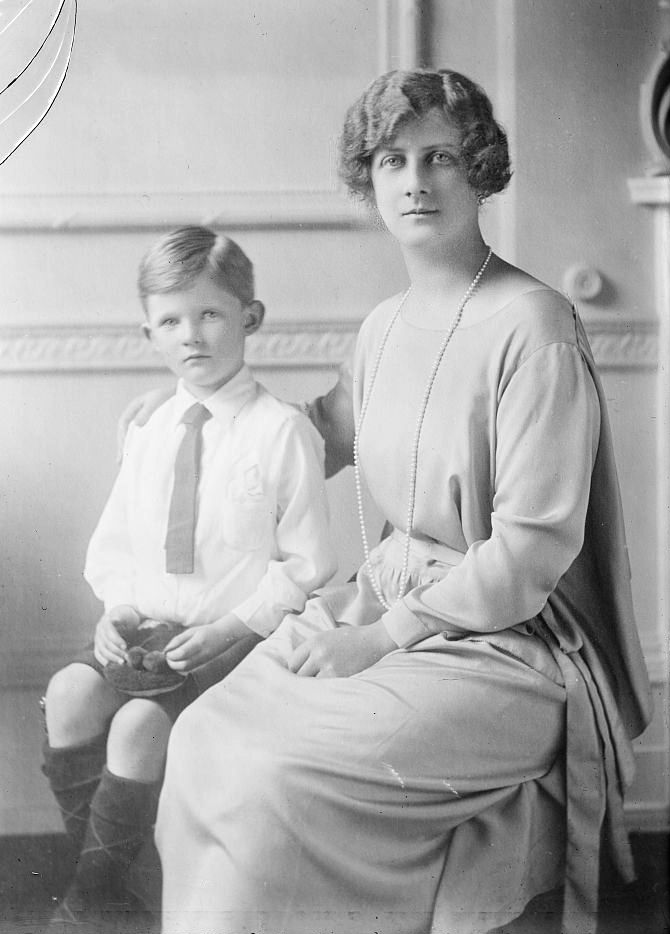
Princezna Alexandra se svým jediným synem Alastairem.

První světová válka dala Alexandře příležitost přijmout povolání ošetřovatelky, ve kterém následně byla velmi úspěšná. V roce 1915 se přidala k personálu nemocnice St. Mary's Hospital v Paddingtonu jako plnohodnotná ošetřovatelka a v této práci pokračovala neúnavně až do uzavření příměří. Po válce pokračovala ve svém výcviku v St. Mary's, v roce 1919 se stala státem registrovanou zdravotní sestrou a byla jí udělena první cena za referát o eklampsii. Sloužila také v Nemocnici královny Šarloty, kde se specializovala na gynekologii, z níž obdržela čestné osvědčení. Během těchto let princezna zapůsobila na své nadřízené svými technickými dovednostmi a praktickou efektivitou.
Když byl její manžel jmenován generálním guvernérem Jihoafrické unie, tak jej Alexandra obratně podporovala a sdílela jeho popularitu. Její takt a vstřícnost jí vytvořily mnoho přátel mezi Jihoafričany, kteří také velmi obdivovali zájem, který projevovala ohledně nemocnic, péči o děti a mateřskou práci v celé Unii. Do těchto oborů přinesla své výjimečné osobní znalosti a zkušenosti, které jí umožnily podávat mnoho účinných a cenných návrhů.
Po návratu do Londýna v roce 1923 obnovila princezna svou ošetřovatelkou kariéru v univerzitní nemocnici, kde byla známá jako Nurse Marjorie, a následně v nemocnici Charing Cross. V této době se specializovala na chirurgii a dokázala, že je kompetentní, spolehlivá a klidná zdravotní sestra, která je schopná sama provádět drobné operace a učit ty mladší jejich povinnostem. Její služby ošetřovatelské profesi doznaly uznání v roce 1925, když získala od krále Jiřího V. Královský červený kříž.
Po vypuknutí druhé světové války se princezně opět naskytl prostor pro její ošetřovatelské schopnosti. Odmítla nabídku postu vrchní nemocniční sestry v zemi a raději se stala sestrou odpovědnou za úrazovou stanici Druhé londýnské všeobecné nemocnice. Krátce nato otevřela pečovatelský dům Fife v Bentinck Street, který osobně vybavila, financovala a spravovala jako vrchní sestra po dobu deseti let s velkou kompetencí.
26. dubna 1943 nečekaně v Kanadě zemřelo její jediné dítě, osmadvacetiletý syn Alastair Windsor, 2. vévoda z Connaughtu a Strathearnu; zpráva o jeho smrti pro ni byla "drtivý úder a velký šok".

## Úmrtí
V roce 1949 ji mnohonásobná revmatoidní artritida, kterou léta trpěla, zcela ochromila a donutila ji uzavřít pečovatelský dům. Uchýlila se do svého domu blízko Regent's Park, kde na vlastní náklady v živém a zábavném stylu napsala dva autobiografické fragmenty: A Nurse's Story (Příběh zdravotní sestry, 1955) a Egypt and Khartoum (Egypt a Chartúm, 1956), v níž podala názorný popis vraku SS Delhi, který v roce 1911 najel v mlze a rozbouřeném moři na mělčinu – ona, její sestra Maud i matka málem zemřely, ale její otec Alexandr na následky svých zranění zemřel. Podílela se na dalším dílu o lovu zvěře v Jižní Africe, když 26. února 1959 ve svém londýnském domě v 67 letech zemřela.
Na její zvláštní žádost bylo její tělo zpopelněno a popel uložen v kapli sv. Niniana v Mar Lodge západně od vesnice Braemar v Aberdeenshire.

## Tituly, oslovení, vyznamenání a znak

### Tituly a oslovení
- 17. května 1891 – 9. listopadu 1905: Lady Alexandra Duff
- 9. listopadu 1905 – 29. ledna 1912: Její Výsost princezna Alexandra
- 29. ledna 1912 – 15. října 1913: Její Výsost princezna Alexandra, vévodkyně z Fife
- 15. října 1913 – 26. února 1959: Její královská Výsost princezna Artur z Connaughtu, vévodkyně z Fife

### Vyznamenání
- Královský červený kříž
- Nejctihodnější řád sv. Jana Jeruzalémského
- Královský rodinný řád Eduarda VII.
- Královský rodinný řád Jiřího V.

#### Čestná vojenská jmenování
- Vrchní plukovník Royal Army Pay Corps

#### Politická jmenování
- Státní poradce

### Znak
| Znak princezny Alexandry, 2. vévodkyně z Fife |

## Vývod z předků
|                                |                                   |  |                                    |                                                               |  |  |  |  |  |  |  | Alexander Duff, 3. hrabě Fife |
|                                |                                   |  |                                    |                                                               |  |  |  |  |  |  |  |                               |
|                                | Alexander Duff                    |  |                                    |                                                               |  |  |  |  |  |  |  |                               |
|                                |                                   |  |                                    |                                                               |  |  |  |  |  |  |  |                               |
|                                |                                   |  |                                    | Mary Skene                                                    |  |  |  |  |  |  |  |                               |
|                                |                                   |  |                                    |                                                               |  |  |  |  |  |  |  |                               |
|                                | James Duff, 5. hrabě Fife         |  |                                    |                                                               |  |  |  |  |  |  |  |                               |
|                                |                                   |  |                                    |                                                               |  |  |  |  |  |  |  |                               |
|                                |                                   |  |                                    | James Stein                                                   |  |  |  |  |  |  |  |                               |
|                                |                                   |  |                                    |                                                               |  |  |  |  |  |  |  |                               |
|                                | Anne Stein                        |  |                                    |                                                               |  |  |  |  |  |  |  |                               |
|                                |                                   |  |                                    |                                                               |  |  |  |  |  |  |  |                               |
|                                |                                   |  |                                    | Catherine Buchanan                                            |  |  |  |  |  |  |  |                               |
|                                |                                   |  |                                    |                                                               |  |  |  |  |  |  |  |                               |
|                                | Alexandr Duff, 1. vévoda z Fife   |  |                                    |                                                               |  |  |  |  |  |  |  |                               |
|                                |                                   |  |                                    |                                                               |  |  |  |  |  |  |  |                               |
|                                |                                   |  |                                    | William Hay, 17. hrabě z Errollu                              |  |  |  |  |  |  |  |                               |
|                                |                                   |  |                                    |                                                               |  |  |  |  |  |  |  |                               |
|                                | William Hay, 18. hrabě z Errollu  |  |                                    |                                                               |  |  |  |  |  |  |  |                               |
|                                |                                   |  |                                    |                                                               |  |  |  |  |  |  |  |                               |
|                                |                                   |  |                                    | Alice Eliotová                                                |  |  |  |  |  |  |  |                               |
|                                |                                   |  |                                    |                                                               |  |  |  |  |  |  |  |                               |
|                                | Agnes Duff, manželka Fife         |  |                                    |                                                               |  |  |  |  |  |  |  |                               |
|                                |                                   |  |                                    |                                                               |  |  |  |  |  |  |  |                               |
|                                |                                   |  |                                    | Vilém IV. Britský                                             |  |  |  |  |  |  |  |                               |
|                                |                                   |  |                                    |                                                               |  |  |  |  |  |  |  |                               |
|                                | Elizabeth Hay, hraběnka z Errollu |  |                                    |                                                               |  |  |  |  |  |  |  |                               |
|                                |                                   |  |                                    |                                                               |  |  |  |  |  |  |  |                               |
|                                |                                   |  |                                    | Dorothea Jordan                                               |  |  |  |  |  |  |  |                               |
|                                |                                   |  |                                    |                                                               |  |  |  |  |  |  |  |                               |
| Alexandra, 2. vévodkyně z Fife |                                   |  |                                    |                                                               |  |  |  |  |  |  |  |                               |
|                                |                                   |  |                                    |                                                               |  |  |  |  |  |  |  |                               |
|                                |                                   |  | Arnošt I. Sasko-Kobursko-Gothajský |                                                               |  |  |  |  |  |  |  |                               |
|                                |                                   |  |                                    |                                                               |  |  |  |  |  |  |  |                               |
|                                | Albert Sasko-Kobursko-Gothajský   |  |                                    |                                                               |  |  |  |  |  |  |  |                               |
|                                |                                   |  |                                    |                                                               |  |  |  |  |  |  |  |                               |
|                                |                                   |  |                                    | Luisa Sasko-Gothajsko-Altenburská                             |  |  |  |  |  |  |  |                               |
|                                |                                   |  |                                    |                                                               |  |  |  |  |  |  |  |                               |
|                                | Eduard VII.                       |  |                                    |                                                               |  |  |  |  |  |  |  |                               |
|                                |                                   |  |                                    |                                                               |  |  |  |  |  |  |  |                               |
|                                |                                   |  |                                    | Eduard August Hannoverský                                     |  |  |  |  |  |  |  |                               |
|                                |                                   |  |                                    |                                                               |  |  |  |  |  |  |  |                               |
|                                | Královna Viktorie                 |  |                                    |                                                               |  |  |  |  |  |  |  |                               |
|                                |                                   |  |                                    |                                                               |  |  |  |  |  |  |  |                               |
|                                |                                   |  |                                    | Viktorie Sasko-Kobursko-Saalfeldská                           |  |  |  |  |  |  |  |                               |
|                                |                                   |  |                                    |                                                               |  |  |  |  |  |  |  |                               |
|                                | Luisa Koburská, vévodkyně z Fife  |  |                                    |                                                               |  |  |  |  |  |  |  |                               |
|                                |                                   |  |                                    |                                                               |  |  |  |  |  |  |  |                               |
|                                |                                   |  |                                    | Fridrich Vilém Šlesvicko-Holštýnsko-Sonderbursko-Glücksburský |  |  |  |  |  |  |  |                               |
|                                |                                   |  |                                    |                                                               |  |  |  |  |  |  |  |                               |
|                                | Kristián IX.                      |  |                                    |                                                               |  |  |  |  |  |  |  |                               |
|                                |                                   |  |                                    |                                                               |  |  |  |  |  |  |  |                               |
|                                |                                   |  |                                    | Luisa Karolina Hesensko-Kasselská                             |  |  |  |  |  |  |  |                               |
|                                |                                   |  |                                    |                                                               |  |  |  |  |  |  |  |                               |
|                                | Alexandra Dánská                  |  |                                    |                                                               |  |  |  |  |  |  |  |                               |
|                                |                                   |  |                                    |                                                               |  |  |  |  |  |  |  |                               |
|                                |                                   |  |                                    | Vilém Hesensko-Kasselský                                      |  |  |  |  |  |  |  |                               |
|                                |                                   |  |                                    |                                                               |  |  |  |  |  |  |  |                               |
|                                | Luisa Hesensko-Kasselská          |  |                                    |                                                               |  |  |  |  |  |  |  |                               |
|                                |                                   |  |                                    |                                                               |  |  |  |  |  |  |  |                               |
|                                |                                   |  |                                    | Luisa Šarlota Dánská                                          |  |  |  |  |  |  |  |                               |
|                                |                                   |  |                                    |                                                               |  |  |  |  |  |  |  |                               |